# Dub u silnice z Přelouče do Klenovky

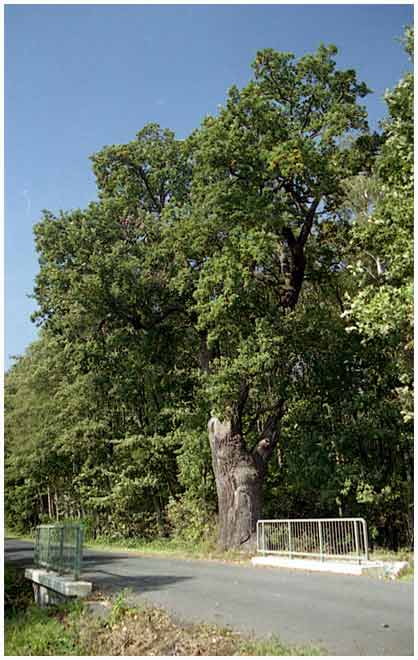
Dub u silnice z Přelouče do Klenovky

Památný dub (dub letní - Quercus robur) roste asi 1 km východně od města Přelouč na kraji lesa při silnici vedoucí z Přelouče do místní části Klenovka v okrese Pardubice.
Obvod kmene je asi 490 cm, výška asi 18 m.
Zdravotní stav stromu je odpovídající věku, následkem větrných smrští byly ulomeny dvě poboční větve; zlomy jsou ošetřeny. Památným stromem byl vyhlášen v roce 1993 pro svůj vzrůst a věk.
Podle tradice se jedná o pozůstatek porostu ze stromů, které byly sázeny na hrázích bývalých rybníků. V tomto případě u bývalého rybníka Nový.